# Elizabeth Quay Bridge
Die Elizabeth Quay Bridge ist eine Fußgänger- und Radfahrerbrücke in Perth, Western Australia. Sie steht im Central Business District am neu gestalteten Elizabeth Quay an der Nordseite des Perth Water genannten Abschnitts des Swan River vor einem künstlich angelegten kleinen Hafenbecken. Sie verbindet den Zephyr Place mit der Elizabeth Quay Island, die über einen Steg mit dem Valdura Place und Barrack Square weiter östlich am Elizabeth Quay verbunden ist.
Die 120 m lange Brücke führt unter zwei großen, schrägstehenden Bögen über den Hafeneingang. Ihr 5 m breiter Geh- und Radweg beschreibt eine große S-Kurve, während die Bögen jeweils nach der anderen Seite geneigt sind. Die Fahrbahn respektive der Gehweg steigt dabei von beiden Seiten her an, bis er unter dem östlichen Bogen eine Höhe von 5,20 m über dem Wasserspiegel erreicht, um die im Hafen anlegenden Fähren und Ausflugsboote durchfahren zu lassen.
Das s-förmige Design wurde gewählt, um den Anstieg zur Schiffspassage nicht zu steil werden zu lassen. Von diesem Ausgangspunkt der Planung aus bot es sich an, die Fahrbahn an zwei 45 m weiten und 22 m hohen Bögen aufzuhängen. Aufgrund ihrer Neigung musste er nur an den Innenseiten seiner Kurven mit Stahlseilen an den Bögen angehängt werden. Außerdem halten sich die Fahrbahn und die Bögen auf diese Weise weitgehend die Waage. Drei kurze v-förmige Stahlbeton-Pfeiler bilden mit einem Arm die Widerlager der Bögen, während sie mit dem anderen Arm die Fahrbahn stützen.
Der Überbau besteht aus einer Reihe von stählernen Hohlkästen mit einem flachen, dreieckigen Profil und einem Belag aus Eukalyptusholz. Die Bögen sind ebenfalls stählerne, in regelmäßigen Abständen durch Querwände versteifte Hohlkästen.
Die von dem Ingenieurbüro Arup entworfene Brücke wurde vor dem Aushub des Hafenbeckens sozusagen an Land gebaut. Sie wurde zusammen mit dem Elizabeth Quay im Januar 2016 eröffnet.
Die Brücke erinnert an die Juscelino-Kubitschek-Brücke in Brasília, die jedoch eine Straßenbrücke mit drei senkrechten, schräg die Fahrbahn überspannenden Bögen ist.